# Chrodechilda
Chrodechilda také Chrodichild či Chrodechilde, latinsky Chrodigildis, česky Klotylda) (474? Lyon – 3. června 545 Tours) byla dcerou Chilpericha II. Burgundského, krále Burgundů. V roce 486 v bratrovražedném boji o moc nechal její rodiče zavraždit její strýc Gundobad, čímž ovládl království Burgundů. Římskokatolickou i pravoslavnou církví je uctívána jako svatá.

## Život
Po vraždě jejího otce Chilpericha byla spolu se svou sestrou odsouzena k vyhnanství, starší sestra Chroma odešla do kláštera, kde se stala jeptiškou. Chrodechildu spatřili vyslanci franského krále Chlodvíka I., kteří svému králi řekli o její kráse a inteligenci. Chlodvík poté požádal Gundobada o Chrodechildinu ruku. Gundobad se ji prý bál zapřít, ale je pravděpodobné, že Gundobad svou neteř Chlodvíkovi nabídl jako akt diplomacie, nikoli jako akt podřízenosti.
Mezi lety 492–494 se stala franskou královnou, první církví uznanou manželkou franského krále Chlodvíka I. Jeho první choť (nebo jen milenka) byla Evochilda, pohanka. Chrodechilda byla katolického vyznání a ještě před christianizací Franků dala pokřtít své dva syny. S Chlodvíkem I. měla dohromady čtyři syny a dceru.

### Po smrti Chlodvíka
Po Chlodvíkově smrti v roce 511 se Chrodechilda uchýlila do opatství sv. Martina v Tours.
V roce 523 její synové vstoupili do války proti jejímu bratranci králi Zikmundovi Burgundskému, synovi Gundobada, což vedlo k Zikmundovu sesazení a uvěznění. Zikmund i se svými dětmi byl následující rok popraven a Zikmundovo tělo bylo svrženo do studny jako symbolická odplata za smrt Chrodechildiny matky. Řehoř z Tours ve svém díle Historia Francorum napsal, že mnoho dalších následovalo Zikmunda. Chrodechilda podněcovala své syny k válce jako pomstu za vraždu svých rodičů Gundobadem, což belgický historik Godefroid Kurth považuje za nepřesvědčivé a apokryfní. Následně byl její nejstarší syn Chlodomer zabit v bitvě u Vézeronce, kde se střetl s Godomarem III., následníkem Zikmunda Burgundského. V té době zemřela i její dcera Klotilda. Chrodechilda se marně snažila chránit práva svých tří vnuků, dětí Chlodomerových, proti nárokům svých zbývajících synů Childeberta a Chlothara. Chlothar nechal dva z nich zabít, přičemž pouze Chlodoaldovi se podařilo uprchnout a založit opatství Saint-Cloud u Paříže. Stejně neúspěšná byla i ve svém úsilí zabránit občanským neshodám mezi svými dětmi.
Po těchto selháních se patrně distancovala od mocenského boje královského dvora a zabývala se stavbou kostelů a klášterů. Kostely s ní spojené se nacházejí v Laonu a Rouenu.
Chrodechilda zemřela v roce 545 u hrobu Martina z Tours přirozenou smrtí. Byla pohřbena po boku svého manžela Chlodvíka, v kostele svatých Apoštolů.

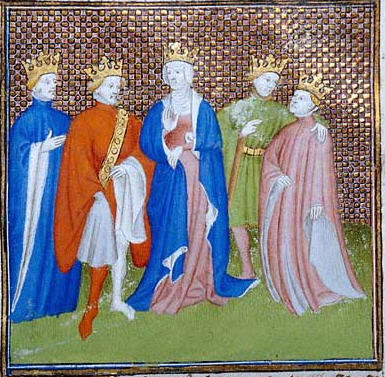
Chrodechilda se svými syny

## Potomci
- Ingomer (* asi 493 nebo 494 - zemřel velmi mladý)
- Chlodomer (od 511 - do 524) král v Orléans
- Childebert I. (od 511 - do 558) král v Paříži
- Chlothar I. (od 511 do 561) král v Soissons, později král franský
- Klotilda († 531) v roce 526 nebo 527 vizigótská královna, manželka vizigótského krále Alaricha II., pohřbena v kostele svatých Apoštolů.